# Oussama Atar
Oussama Atar, également connu sous la kunya d'« Abou Ahmed al-Iraki », né le 4 mai 1984 à Laeken en Belgique, et possiblement mort le 17 novembre 2017 en Syrie, est un djihadiste belgo-marocain – le plus haut gradé européen de l'État islamique – et un haut responsable de l'Amniyat, le service de renseignement de l'État islamique.
Il est l'un des principaux organisateurs des attentats du 13 novembre 2015 à Paris et de ceux du 22 mars 2016 à Bruxelles. Le 17 novembre 2017, il aurait été tué par une frappe américaine. En l'absence de preuve définitive de sa mort, il est jugé par défaut dans le cadre du procès des attentats du 13 novembre 2015 en tant que commanditaire des attentats. Il est reconnu coupable et est condamné à la réclusion criminelle à perpétuité incompressible soit la plus lourde peine du code pénal.

## Biographie

### Origines
Fils d'immigrés marocains en Belgique originaires de la région de Talambote, il acquiert la nationalité belge le 16 décembre 1995 tout en gardant sa nationalité marocaine. Il a quatre sœurs et deux frères.

### Djihad en Irak et emprisonnement
Arrêté en février 2005 à Ramadi en Irak, il est condamné à perpétuité pour usurpation d'identité, trafic d'armes et appartenance à Al-Qaïda. Le 20 mai 2007, après intervention des autorités belges, la deuxième cour d'appel d'Irak réduit sa peine à dix ans de prison. Il passe trois années de détention à la prison d'Abou Ghraib, ainsi qu'à Camp Bucca et Camp Cropper (en). Remis aux autorités irakiennes après la fermeture d'Abou Ghraib, il sera incarcéré dans les prisons irakiennes de Roussafa (ar) et de Nassiriya.
Le 9 avril 2008, le gouvernement belge réuni en comité ministériel du Renseignement et de la Sécurité décide de demander sa libération pour des raisons humanitaires et de sûreté d’État. Quinze jours plus tard, Atar tente de s'évader avec des codétenus membres d'Al-Qaïda. Le gouvernement belge, pourtant informé de sa dangerosité par une note de l'Organe belge de coordination pour l'analyse de la menace (OCAM) qui place Atar au niveau de « menace grave », continue à faire pression sur l'Irak pour sa libération. Le gouvernement belge promet aux autorités irakiennes et américaines que s'il est extradé vers la Belgique, il sera mis sous contrôle et interdit de quitter le territoire, promesses qui ne seront pas tenues (voir plus loin). Le ministère belge des Affaires étrangères transmet à la famille du détenu des informations alarmistes sur son état de santé, elles seront remises en question par la Croix Rouge. Le ministère belge des Affaires étrangères se montrera ensuite plus rassurant sur la santé d'Atar.
À la suite de cela, une campagne intitulée « Sauvons Oussama », le présentant comme privé de soins dans les prisons irakiennes et demandant son rapatriement sanitaire, est organisée avec le soutien de plusieurs parlementaires belges des partis Ecolo, CDH et PS (notamment Zoé Genot, Jamal Ikazban, Ahmed El Khannouss et Ahmed Mouhssin,). Louis Michel, commissaire européen à l'aide humanitaire et ancien ministre belge des Affaires étrangères, assure l'avocat d'Oussama Atar, Vincent Lurquin, qu'il s'occupe du dossier. L’ambassadeur des États-Unis en Belgique, Howard Gutman, intervient même par écrit pour accélérer son retour à Bruxelles,. En 2016, Amnesty International, présentée à tort par quelques journalistes comme ayant demandé la libération de Oussama Atar , précise dans un communiqué publié sur son site : « Amnesty International n’a jamais fait campagne pour la libération de celui qui est aujourd’hui désigné comme terroriste. Elle a demandé que lui soit accordé l’accès aux soins médicaux nécessaires. »

### Retour en Belgique
Atar est finalement libéré en 2012, après avoir purgé les trois-quarts de sa peine. Il revient en Belgique après sa libération en septembre 2012. Il est interrogé par une juge d'instruction bruxelloise le 19 septembre 2012, soit trois jours après son retour en Belgique, qui l'inculpe pour participation aux activités d'un groupe terroriste. La juge le laisse en liberté avec instruction à la police fédérale et à la Sûreté de l'État de le contrôler ainsi que sous diverses conditions notamment de ne pas quitter le territoire belge.
Il n'est pas surveillé et un passeport lui est même remis. Il rend visite à de nombreuses reprises à ses cousins germains les frères El Bakraoui, futurs kamikazes des attentats de Bruxelles, incarcérés en Belgique pour grand banditisme et les radicalise. En 2013, il est intercepté en Tunisie, soupçonné de trafic d'armes.

### Départ en Syrie
À la mi-décembre 2013, il disparaît pour se rendre en Syrie où le retrouvent les frères El Bakraoui. Il y développe les réseaux européens de Daech avec d'autres djihadistes belges dont Tarik Jadaoun, un des chefs de la brigade Tarik ibn Ziyad, qui regroupe des djihadistes francophones.
En janvier 2014, alors que l'État islamique est vaincu par les rebelles syriens à Alep, Oussama Atar fait partie du convoi qui évacue la ville. Accompagné de Najim Laachraoui, il est le conducteur de la Toyota Hilux qui, dans la nuit du 19 au 20 janvier 2014, transporte d'Alep à Raqqa les otages Édouard Hélias, Didier François, Nicolas Hénin, John Cantlie et James Foley.
Selon la DGSI, Adnani, le représentant de l'État islamique en Syrie, choisit Atar vers le milieu de l'année 2014 pour codiriger la Liwa As Saddiq, une brigade personnelle chargée de mener les opérations intérieures et extérieures aux frontières du califat. Celle-ci se serait illustrée, selon le service français, dans les combats autour de la cité antique de Palmyre en Syrie, où Daech, à des fins de propagande, met en scène le 27 mai 2015 l'exécution de vingt-cinq captifs de l'armée syrienne par des adolescents. La scène est filmée et publiée sur Internet le 4 juillet suivant.

### Vétéran de l'État Islamique, chargé des attentats en Europe
En 2015, Oussama Atar devient le chef de l'Amn al-Kharji, la branche de l'Amniyat — le service de renseignement de l'État islamique — chargée de mener les opérations terroristes en dehors des territoires contrôlés par l'État islamique. Ses adjoints sont Boubaker El Hakim, Abdelnasser Benyoucef et Samir Nouad.
Il est chargé de la supervision des attentats du 13 novembre 2015 en France. Basé à Raqqa, il sélectionnera, formera, financera et projettera les commandos terroristes vers Bruxelles, base arrière opérationnelle qui doit servir à frapper l'Europe. Il supervisera les attaques de près. Quelques mois plus tard, l'Amn al-Kharji est également impliqué dans les attentats du 22 mars 2016 à Bruxelles,. Les frères Ibrahim et Khalid El Bakraoui, morts en kamikazes à Bruxelles, sont ses cousins germains. Son nom apparaît également dans l'enquête sur la cellule de Verviers coordonnée par Abdelhamid Abaaoud.
Le 28 décembre 2016, les juges d'instruction français émettent un mandat d'arrêt contre lui et Sofien Ayari, détenu en Belgique. Cette information n'est diffusée que le 9 mars 2017.
En juin 2018, la presse confirme que l'enquête met bien en évidence qu'Atar est le principal coordinateur des attentats de 2015 en Île-de-France et de mars 2016 à Bruxelles. Il est identifié par l'Algérien Adel Haddadi, suspecté d'avoir dû former un quatrième commando lors des attentats de Paris. Son nom est également retrouvé sur l'ordinateur abandonné par le commando de Bruxelles. Osama Krayem, également inculpé pour les attentats de Paris et de Bruxelles, confirme aussi le rôle éminent d'Oussama Atar comme dirigeant de ces attaques.
Arrêté le 27 mars 2016 à Bruxelles ou dans la province d'Anvers, son petit frère Yassine Atar est remis le 5 juin 2018 à la France,. Il est mis en examen pour « complicités » et « association de malfaiteurs terroriste criminelle ». Du 11 au 15 novembre 2015, les cartes SIM de ses téléphones sont localisées près de celles des terroristes des attentats de Paris.

### Mort
Oussama Atar est visé par une frappe de drone américaine en Syrie le 17 novembre 2017, qui l'aurait tué,. Faute de preuve formelle de son décès, sa mort n'est officiellement pas confirmée, raison pour laquelle il reste poursuivi dans le cadre des procès de Paris et Bruxelles. C'est le seul inculpé du procès de Paris poursuivi comme dirigeant d'une organisation terroriste.